# سید عباس شریف‌العلما خاوری

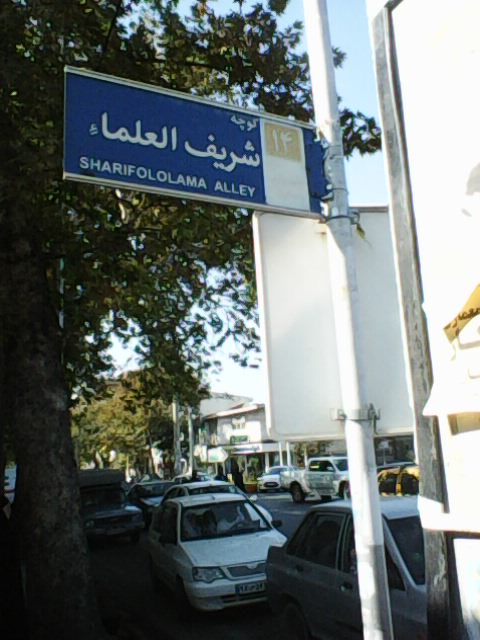
کوچه شریف العلما در میدان کارگر ساری

سید عباس شریف‌العلما خاوری (زادهٔ ۱۲۵۷ خورشیدی در ساری - درگذشتهٔ ۱۳۱۸ در ساری) نمایندهٔ مجلس شورای ملی در دوره‌های دوم و سوم از حوزهٔ انتخابیهٔ مازندران.
شریف‌العلما از روحانیان مورد احترام شهر ساری بود و از تبار سادات هزارجریبی شمرده می‌شد. با تصویب اعتبارنامه اش در بیستم اردیبهشت ۱۲۹۰ نماینده مازندران در مجلس شورای ملی شد  و در هشتم تیر همان سال وارد مجلس شد و با ادای سوگند کار نمایندگی را آغاز کرد.  او در دوره سوم نیز به نمایندگی انتخاب شد. 
خانه او در خیابان چراغ برق (امیرکبیر) تهران که امروزه خانه افراسیاب نیز نامیده می شود ( واقع در خیابان دکتر دیالمه) از آثار ملی است. 

## بن‌مایه
1. ↑  «فقیهان و مفسران استان مازندران». ویکی اطلس فرهنگی ایران. بایگانی‌شده از اصلی در ۲ آوریل ۲۰۱۵. دریافت‌شده در ۲ مه ۲۰۱۵.
2. ↑  رکن‌الاسفار نوشتهٔ غلامحسین افضل‌الملک.
3. ↑  «اسامی نمایندگان مردم ساری در ۱۰۰ سال اخیر». شمال‌نیوز.
4. ↑  «مذاکرات جلسه ۲۴۶ دوره دوم مجلس شورای ملی دوازدهم جمادی الاول ۱۳۲۹». بایگانی‌شده از اصلی در ۱۹ آوریل ۲۰۲۱. دریافت‌شده در ۱۵ فوریه ۲۰۲۰.
5. ↑  «مذاکرات جلسه ۲۶۷ دوره دوم مجلس شورای ملی چهارم رجب ۱۳۲۹».[پیوند مرده]
6. ↑  «دانشنامهٔ تاریخ معماری و شهرسازی ایران‌شهر». وزارت راه و شهرسازی. بایگانی‌شده از روی نسخه اصلی در ۶ اکتبر ۲۰۱۹. دریافت‌شده در ۱۰ اکتبر ۲۰۱۹.